# Gustaf Adolf Frössén
Gustaf Adolf Frössén, född 17 april 1869 i Eskilstuna, död 3 juni 1921 i Gävle, var en svensk teckningslärare och konstnär.
Han var son till fabrikören Arvid Frössén och Amanda Ljungström och från 1901 gift med Maria Johanna Callander. Efter studier vid Eskilstuna tekniska skola och Tekniska skolan i Stockholm var Frössén från 1900 verksam som teckningslärare i Gävle. Vid sidan av sitt arbete var han även konstnär.   